# Rahuri
Rahuri is een nagar panchayat (plaats) in het district Ahmednagar van de Indiase staat Maharashtra. 

## Demografie
Volgens de Indiase volkstelling van 2001 wonen er 34.465 mensen in Rahuri, waarvan 52% mannelijk en 48% vrouwelijk is. De plaats heeft een alfabetiseringsgraad van 70%. 